# Letteratura dell'Africa di lingua portoghese
Le letterature dell'Africa di espressione portoghese (o letterature dell'Africa lusofona) sono l'insieme delle manifestazioni di carattere letterario prodotte in quei paesi dell'Africa in cui il portoghese è lingua ufficiale (Capo Verde, Guinea-Bissau, São Tomé e Príncipe, Angola e Mozambico).

## La letteratura in Angola
L'Angola è forse lo stato africano di lingua ufficiale portoghese con la più estesa produzione letteraria.
Tra gli autori angolani ricordiamo:
- Agostinho Neto
- Luandino Vieira
- Pepetela
- Uanhenga Xitu
- Ruy Duarte De Carvalho
- José Eduardo Agualusa
- João Melo
- Ondjaki

## La letteratura in Mozambico
Tra gli autori mozambicani, ricordiamo
- Mia Couto
- José Craveirinha
- João Paulo Borges Coelho
- Paulina Chiziane
- Luís Bernardo Honwana
- Ungulani Ba Ka Khosa

## La letteratura a Capo Verde
L'arcipelago di Capo Verde, malgrado le ridotte dimensioni geografiche e anche demografiche del Paese, ha avuto fin dai tempi del colonialismo una discreta produzione letteraria. Il romanzo Chiquinho di Baltasar Lopes, scritto durante la dominazione coloniale ed assurto a simbolo della letteratura coloniale, ne è una prova.
Capo Verde è la patria di Arménio Vieira, premio Camões 2009, e dell'affermato scrittore Germano Almeida, autore del fortunato Testamento del signor Napumoceno da Silva Araújo.

## La letteratura a São Tomé e Príncipe
Tra gli autori di questo paese, ricordiamo:
- Francisco José Tenreiro
- Conceição Lima

## La letteratura in Guinea-Bissau
Tra gli autori guineani, ricordiamo:
- Abdulai Silla
- Filinto de Barros